# 利水つばさ
利水 つばさ（としみず つばさ、1991年5月2日 - ）は、日本の女性モデル、女優、タレント。旧名は「利水 翔」（読み同じ）。
台湾で生まれ、兵庫県育ち。日本人の父と、台湾人の母の間に生まれたハーフ。

## 出演

### 雑誌
- 「GLITTER」 [1]2021年7月〜
- 「つり丸」表紙 2019年8月1日号
- 「るるぶ free 飛騨高山」 春夏号・秋冬号 JTBパブリッシング

### テレビドラマ
- ダイイング・アイ（2019年3月、WOWOW）
- パンドラIV -AI戦争-（2018年11月、WOWOW）
- ヘッドハンター #7（2018年5月、テレビ東京）
- おっさんずラブ #1（2018年4月、テレビ朝日）
- SUMMER NUDE（2013年9月、フジテレビ）
- BLTサンドイッチカフェ（2022年7月、TOKYO MX）

### 映画
- 探偵はBARにいる3 - マリ似の女 役 （東映）
- うちの執事が言うことには - 水瀬詩歩 役 （東映）

### バラエティ
- 激ウマ!漁師めし!（2018年10月、BS-TBS）
- ソレダメ!〜あなたの常識は非常識!?〜（2018年3月、テレビ東京）
- 釣り百景[2]（2017年 - 、BS-TBS）
- ZIP!「トレ検」（2016年7月、日本テレビ）
- ニュース女子（2015年10月、スカパー!）
- 乙女の天然水（2015年2月、BS11）
- 平成生まれ3000万人! そんなコト考えた事なかったクイズ（2018年8月、テレビ朝日）

### テレビ番組
- レギュラー番組 TSURI na KIBUN [3]（釣りビジョン 2020年4月〜）
- Go To ニッポン#1〜4（2021年1月、東海テレビ）旅人/ナレーションとして出演

### ランウェイ
- TGC  （2020s/s[4]・2020a/w・2021s/s[5]・2021a/w[6]）
- TGC しずおか[7] (2020)
- TGC 北九州(2019)
- Girls Award (2019A/W)
- 福岡アジアコレクション（2019s/s）
- 関西コレクション（2019a/w・2016s/s・2015a/w・2014s/s）
- Girls Award（2019a/w・2015a/w・2014a/w）
- 東京ランウェイ（2014a/w）

### CM
- TBS LION生コマーシャルレギュラー（2021年1月〜）
- The Vanilla（2020年）
- サムスン Galaxy（2017年12月）
- IGG ロードモバイル（2017年11月）
- gumi クリスタル オブ リユニオン（2016年4月）
- クラシエフーズ ふわりんか（2016年3月）
- 日本ハム シャウエッセン（2015年11月）
- UHA味覚糖 さけるグミ（2015年7月）
- SEGA モンスターギア（2015年7月）

### カタログ
- 「muto」(2019年)
- 「Doubule Standard clothing」(2015年)
- 「ニトリ」(2015年)

### 新聞
- 「日刊スポーツ」[8][9]
- 「釣りニュース」

### 広告
- 中外製薬×TGC ウェブムービー（2020年）
- MIZUNO（2018年・2019年）
- ハイネットNAVANA WIG（2018年~）
- BOSE 「QC20 体験ムービー」（2015年3月）
- よってこや（2015年3月）
- 大阪王将（2015年3月）
- 渋谷・109「MITSUMARU vision」 - モデル

### 声優
- あすか福祉会 Web CM ナレーション出演（2021年）
- ボクをおとそうとするキミをおとす 菊池役（2021年）
- CLOSERS ソラ役（2021年）
- TRAHA（2021年）

### 舞台
- UZR短編集 『GIFT』（2019）
- UZR『クリスマスができるまで』（2019）

### その他
- Jリーグ ヴィッセル神戸×北海道コンサドーレ札幌　試合前セレモニー[10]（2019年8月31日）
- プロ野球 東北楽天ゴールデンイーグルス×福岡ソフトバンクホークス 始球式[11][12][13]（2019年8月15日）
- プロ野球 福岡ソフトバンクホークス×千葉ロッテマリーンズ 始球式（2018年10月2日）